# Anders Bond
Anders Bond, född 22 september 1888 i Leksands församling, Kopparbergs län, död 19 september 1980 i Hedemora, var en svensk kompositör, organist och folkskollärare.
Bond avlade organistexamen vid Musikkonservatoriet i Stockholm 1908, folkskollärarexamen 1913 och kyrkosångarexamen 1919 i Uppsala. Han blev e.o. organist och folkskollärare i Närkes-Bo församling 1914, vikarierande dito i Hällesjö församling 1915, ordinarie 1916–1920, i Gustafs församling 1921–1933 och i Säters stads- och landsförsamling från 1933. Han utgav orgelkompositioner samt solo- och körsånger.
Anders Bond är gravsatt i minneslunden på Leksands kyrkogård.

## Verklista
- Bröllopsmarsch för orgel, Till Margot och Gunnar Söder.